# Китастый, Пётр Иванович
Пётр Ива́нович Кита́стый (укр. Петро Іванович Китастий, родился 28 апреля 1928 в Михайловке, Машевский район Полтавской области) — американский музыкант украинского происхождения, бандурист, заместитель дирижёра Украинской капеллы бандуристов имени Т.Г.Шевченко (США). Отец Юлиана Китастого.

## Биография
С 1942 — самый молодой участник самодеятельной капеллы бандуристов. После окончания войны уехал на запад, в США, где работал инженером в Детройте и позднее выступал в капелле бандуристов имени Т.Г.Шевченко. На протяжении долго времени занимался приготовлением будущих кадров для капеллы. Заслуженный артист Украины.